# Lycenchelys tohokuensis
Lycenchelys tohokuensis is een straalvinnige vissensoort uit de familie van puitalen (Zoarcidae). De wetenschappelijke naam van de soort is voor het eerst geldig gepubliceerd in 2002 door Anderson & Imamura.